# Jankowice (Dacharzów)
Jankowice (też Jankowice Kościelne) – część wsi Dacharzów w Polsce położona w województwie świętokrzyskim, w powiecie sandomierskim, w gminie Wilczyce. W dokumentach średniowiecznych występuje nazwa Iancouicz, Ianicowicz. Kuria diecezjalna sandomierska nazywa miejscowość Jankowicami Kościelnymi Sandomierskimi w odróżnieniu od Jankowic Kościelnych Radomskich.
Prywatna wieś szlachecka położona była w drugiej połowie XVI wieku w powiecie sandomierskim województwa sandomierskiego. W latach 1975–1998 część wsi administracyjnie należała do województwa tarnobrzeskiego.

## Historia
Geneza miejscowości wiąże się z osobą Iwo Odrowąża (wówczas kanonika krakowskiego i sandomierskiego), który w 1216 r. wybudował nad rzeką Łukawą (dziś Opatówka) drewniany kościół i nazwał wzgórze, na którym wybudowano świątynię Jankowicami od swego imienia (Iwo - bretońska forma imienia Jan). Kościół początkowo funkcjonował pod wezwaniem św. Tomasza Becketa.
Jankowice wieś nad rzeką Opatówką (zwane zwykle Jankowice Kościelne) w powiecie sandomierskim, gminie Wilczyce, parafii Jankowice. Posiada kościół parafialny drewniany pod wezwaniem św. Tomasza, który istniał już w XV w. Znany w 1882 roku kościół modrzewiowy podobno wystawił w końcu XVII w. dziedzic Wilczyc Karwicki. 
W 1827 r. Jankowice liczyły 4 domy 44 mieszkańców. W 1882 – 12 domów, 20 mieszkańców, 1 morga ziemi dworskiej i 54 włościańskiej. Należą do dóbr Wilczyce. Jankowice parafia w  dekanacie sandomierskim liczyła 1999 dusz.
Obszerną monografię Jankowic Kościelnych napisał ks. Aleksander Bastrzykowski - proboszcz tutejszego kościoła od roku 1919. Powstanie parafii Jankowice według Bastrzykowskiego miało miejsce w roku 1216, erygował ją Iwo Odrowąż syna Saula z Końskich. Dokument erekcyjny przechowywany w kościele przez 600 lat zaginął w roku 1814.

## Zabytki
Cmentarz parafialny, wpisany do rejestru zabytków nieruchomych (nr rej.: A.777 z 15.06.1988).